# Teorías de la conspiración sobre la muerte de Diana de Gales
Las teorías de conspiración sobre la muerte de Diana de Gales son diversas hipótesis surgidas a partir de 1998 acerca de las causas de la muerte de Diana Spencer, princesa de Gales. Las dos investigaciones oficiales llevadas a cabo en Reino Unido y Francia concluyeron que Diana murió a causa de un accidente automovilístico en París el 31 de agosto de 1997, tal y como había informado la prensa en su momento. En 1999, una investigación en Francia halló que la princesa había fallecido como consecuencia del choque del vehículo, con el juez Hervé Stéphan declarando que los paparazzi se hallaban a cierta distancia del Mercedes S280 cuando este se estrelló y que, por lo tanto, no eran responsables del accidente. Tras analizar las evidencias en una investigación llevada a cabo en Gran Bretaña, un jurado emitió un veredicto de homicidio involuntario por parte del conductor Henri Paul (fallecido en el siniestro) y los paparazzi que perseguían el coche. El jurado declaró así mismo lo siguiente: «Además, la muerte de los fallecidos fue causada o contribuyó a ella el hecho de que los fallecidos no llevaban cinturón de seguridad y por el hecho de que el Mercedes chocó contra el pilar en el túnel del Alma en vez de colisionar con otra cosa».
La versión oficial fue rechazada, entre otros, por el Daily Express y el empresario egipcio Mohamed Al-Fayed, cuyo hijo Dodi era compañero sentimental de Diana en aquel entonces y murió en el accidente. En 2003, el mayordomo de la princesa, Paul Burrell, publicó una nota escrita supuestamente por Diana en la cual alegaba que su exesposo, el príncipe Carlos, estaba «planeando "un accidente" de coche, un fallo en los frenos y serias lesiones en la cabeza» con el fin de poder contraer matrimonio de nuevo. Hasta un sínodo de 2002, la Iglesia anglicana no permitía volver a casarse a los divorciados. En 2004, la Policía Metropolitana llevó a cabo una investigación especial conocida como Operación Paget (encabezada por el comisario John Stevens, barón Stevens de Kirkwhelpington) para indagar acerca de la veracidad de las teorías conspirativas. Esta investigación analizó 175 supuestas conspiraciones expuestas por Al-Fayed, quien siempre sostuvo la existencia de varios complots y manifestó abiertamente que su hijo y Diana fueron asesinados.

## Henri Paul

### Vínculo con los servicios de seguridad

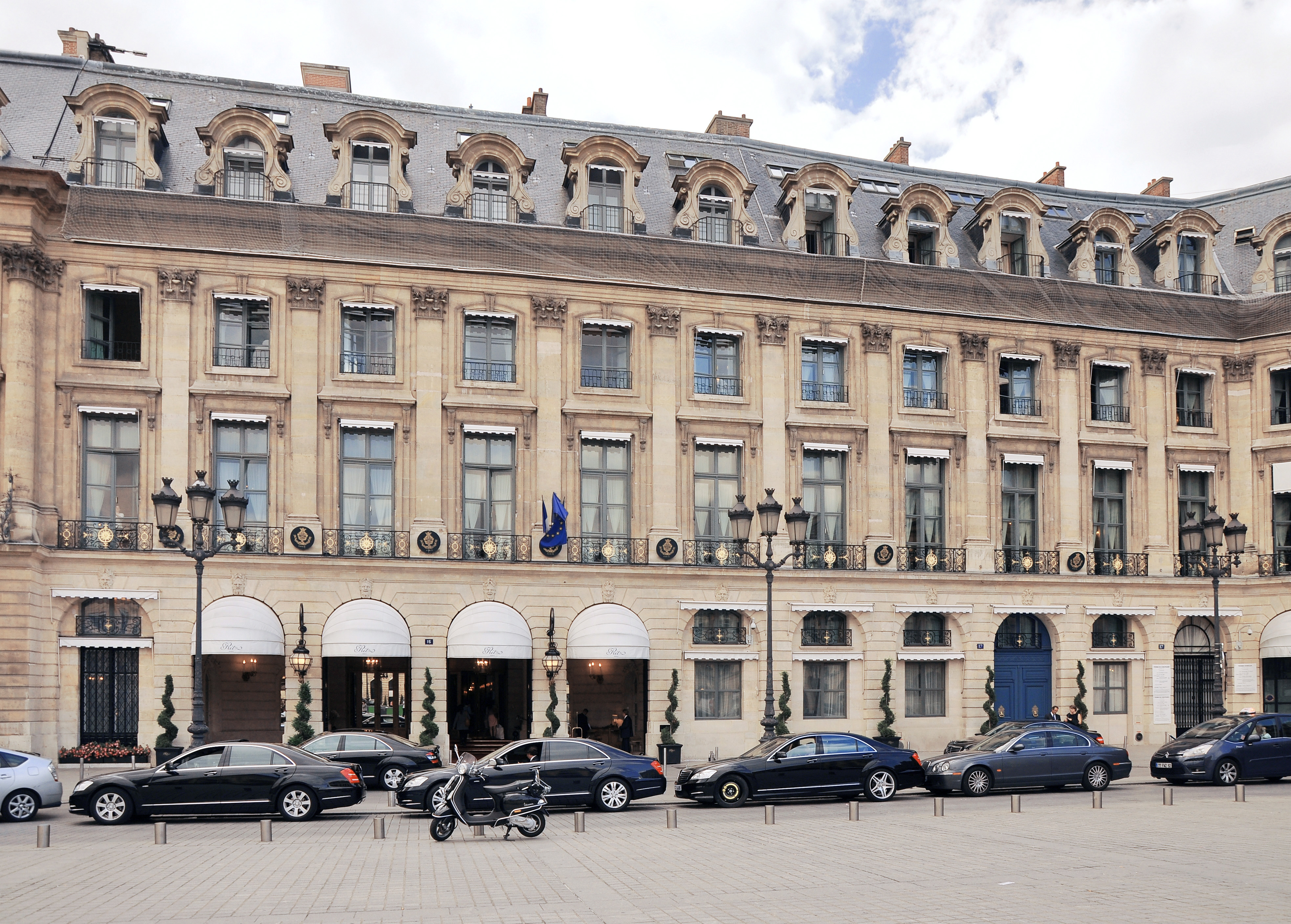
El Hotel Ritz en septiembre de 2011.

Los defensores de las teorías conspirativas han alegado que el chófer del Mercedes-Benz, el jefe de seguridad del Hotel Ritz Henri Paul, trabajaba para un servicio de seguridad nacional, aportándose como posibles países Gran Bretaña, Francia o Estados Unidos. La evidencia que apoya esta tesis proviene principalmente del dinero que Paul tenía al momento de su muerte así como de su riqueza personal (alrededor de un millón de francos en cuentas bancarias y cerca de 1900 francos en efectivo la noche del accidente). Estos alegatos fueron examinados en el cuarto capítulo del informe criminal realizado con motivo de la Operación Paget. Al-Fayed sostuvo que Paul trabajaba para el MI6 y que le tendieron una trampa, aunque la investigación no halló finalmente ninguna prueba de que el chófer trabajase como agente de seguridad nacional.

### Análisis de sangre
Otra teoría pone en duda la fiabilidad de los análisis de sangre llevados a cabo, según los cuales Paul ingirió alcohol antes de ponerse al volante. Los investigadores franceses llegaron a la conclusión de que el chofer estaba ebrio con base en los análisis de sangre practicados; en ellos se hallaron al parecer (de acuerdo con un informe fechado en septiembre de 1997) niveles de alcohol tres veces superiores al límite legal permitido en Francia, si bien estos análisis fueron confrontados por un patólogo inglés contratado por Al-Fayed. En respuesta, las autoridades francesas procedieron a efectuar un tercer análisis empleando para ello el humor vítreo, lo que confirmó no solo el elevado consumo de alcohol sino la presencia de antidepresivos. Se ha afirmado no obstante que el nivel de alcohol presente en la sangre del chófer era inconsistente con su comportamiento, propio de una persona sobria tal y como muestran las imágenes captadas por las cámaras de CCTV del Ritz poco antes del accidente. El profesor Robert Forrest, patólogo forense, declaró que una persona tan acostumbrada a beber como Paul, quien poseía una elevada tolerancia al alcohol, sería capaz de parecer más sobria de lo normal, si bien las familias de Dodi y Henri no aceptaron los resultados de la investigación francesa. 
En noviembre de 2006 se divulgó que John Stevens se había reunido con los padres de Paul para revelarles que su hijo no estaba ebrio. Previo a la aparición de Stevens en la investigación, una fuente cercana al barón afirmó que esta discrepancia podía explicarse con base en que el comisario había tomado la decisión de ser considerado con los padres de Paul, de edad avanzada, hecho que el juez Scott Baker sugirió como creíble durante sus comentarios iniciales al jurado. Tras un interrogatorio en febrero de 2008, Stevens negó haber engañado deliberadamente a los padres de Paul, declarando que, con base en las respuestas físicas, las condiciones del chófer al momento del accidente no coincidían con la definición de ebriedad dada por la policía. Stevens afirmó que las pruebas disponibles sugerían que Paul solo había consumido dos bebidas alcohólicas, si bien esto no constituye el total de lo que pudo haber ingerido, estando aún bajo los efectos del alcohol cuando se produjo el siniestro (un experto citado en el informe estimó que el chófer había bebido el equivalente a cinco copas de Ricard, su licor francés favorito, antes de ponerse al volante).
Los dos test practicados en Francia por TOXLAB demostraron la existencia de una saturación del 12,8% de hemoglobina de carbono, una combinación del pigmento portador de hierro de la sangre y monóxido de carbono; un fumador posee normalmente alrededor de un 10%, por lo que el resultado no era inusual (Paul había estado fumando cigarrillos en las horas previas al accidente). Otro test, respaldado por los oponentes a la versión oficial, mostró que el chófer tenía un porcentaje del 20,7% al momento de su muerte; de ser cierto, el ratio de dispersión del monóxido de carbono habría implicado que Paul tenía un 40% de saturación pocas horas antes del siniestro, y por lo tanto apenas habría podido ser capaz de moverse con normalidad.
El 9 de diciembre de 2009 se informó que las pruebas de ADN habían confirmado que las muestras de sangre con altos niveles de alcohol eran en efecto del conductor del vehículo. Este hecho fue establecido mediante una comparativa con las muestras aportadas por los padres de Paul, demostrando que la sangre analizada pertenecía a Henri y que la misma presentaba tres veces el límite legal permitido en Francia.

## Participación del MI6
Richard Tomlinson, exespía del MI6 quien fue expulsado del servicio de inteligencia y posteriormente pasaría cinco años en prisión por violar la Ley de Secretos Oficiales 1989, efectuó una declaración jurada durante la investigación francesa en mayo de 1999 en la que afirmaba que el MI6 estaba involucrado en el accidente, sugiriendo que el servicio de seguridad poseía documentos que podrían resultar de gran ayuda al juez Stéphan. En agosto de 1998 la BBC había informado que Tomlinson sostenía que Paul estaba trabajando para el servicio de seguridad y que uno de los guardaespaldas de Diana, Trevor Rees-Jones o Kes Wingfield, servía de contacto para la inteligencia británica. Tomlinson acusó al MI6 de haber estado monitorizando a la princesa antes de su muerte; informó a Mohamed Al-Fayed de que el chófer era agente del servicio de seguridad; y manifestó que el accidente guardaba similitudes con el plan de asesinato del presidente de Serbia Slobodan Milošević en 1992 debido al empleo de una luz estroboscópica para cegar al conductor.
El 13 de febrero de 2008, Tomlinson declaró en la investigación que tal vez sus recuerdos eran equívocos y que no tenía evidencia alguna de que Paul fuese agente del MI6, si bien en días anteriores a la sesión del juicio había afirmado que el chófer proporcionaba información al servicio de inteligencia. Mediante vídeoconferencia desde Francia, Tomlinson reconoció que tras un periodo de entre 16 y 17 años, no «podía recordar específicamente» si el documento que había visto en 1992 proponía el uso de una luz estroboscópica destinada a provocar un accidente de tráfico y causar la muerte de Milošević, si bien este método había formado parte de su entrenamiento en el MI6. La Operación Paget tuvo acceso sin precedentes a las oficinas del MI5 y el MI6 con el fin de investigar las declaraciones de Tomlinson. Posteriormente se revelaría que el documento mencionado constituía una propuesta redactada en marzo de 1993 para asesinar a otra destacada figura serbia en caso de que esta obtuviese poder, no teniendo nada que ver con Milošević (el plan en concreto no incluía tampoco el uso de luces). Nuevas evidencias que desacreditan las acusaciones de Tomlinson fueron descubiertas en el borrador de un libro que estaba escribiendo sobre su etapa en el MI6 antes de ser encarcelado en 1998 por violar la Ley de Secretos Oficiales 1989. El borrador, fechado en 1996, hacía referencia al documento de 1993 y no contenía ningún detalle relativo a un accidente de coche provocado con luces en el interior de un túnel.
Una persona anónima (referida durante el proceso como «señora X») informó que el MI6 no poseía ningún archivo ni de Diana ni de Dodi y que no había ningún plan que los involucrase. La investigación concluyó con la desestimación de las acusaciones de Tomlinson (se considera que las declaraciones que involucraban al MI6 fueron las responsables de que se diese fuerza a las teorías que sostienen que la princesa de Gales fue asesinada). Tomlinson fue arrestado por las autoridades francesas en julio de 2006 como parte de la investigación en torno a la muerte de Diana, con la policía incautando archivos informáticos y documentos personales ubicados en su casa en Cannes.

## Relación con Dodi Al-Fayed

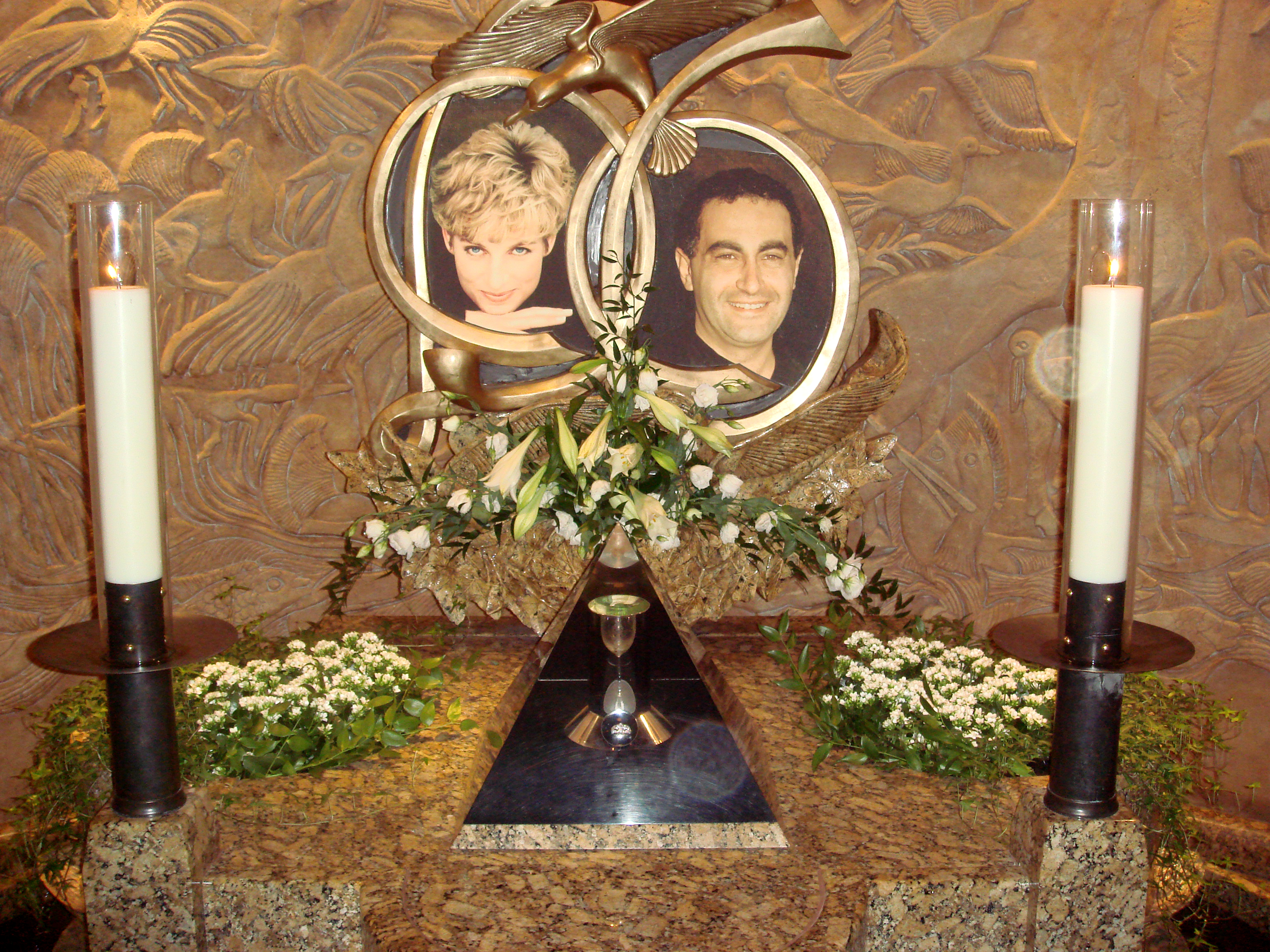
Memorial en honor a Diana de Gales y Dodi Al-Fayed en los almacenes Harrods, en Londres (Reino Unido).

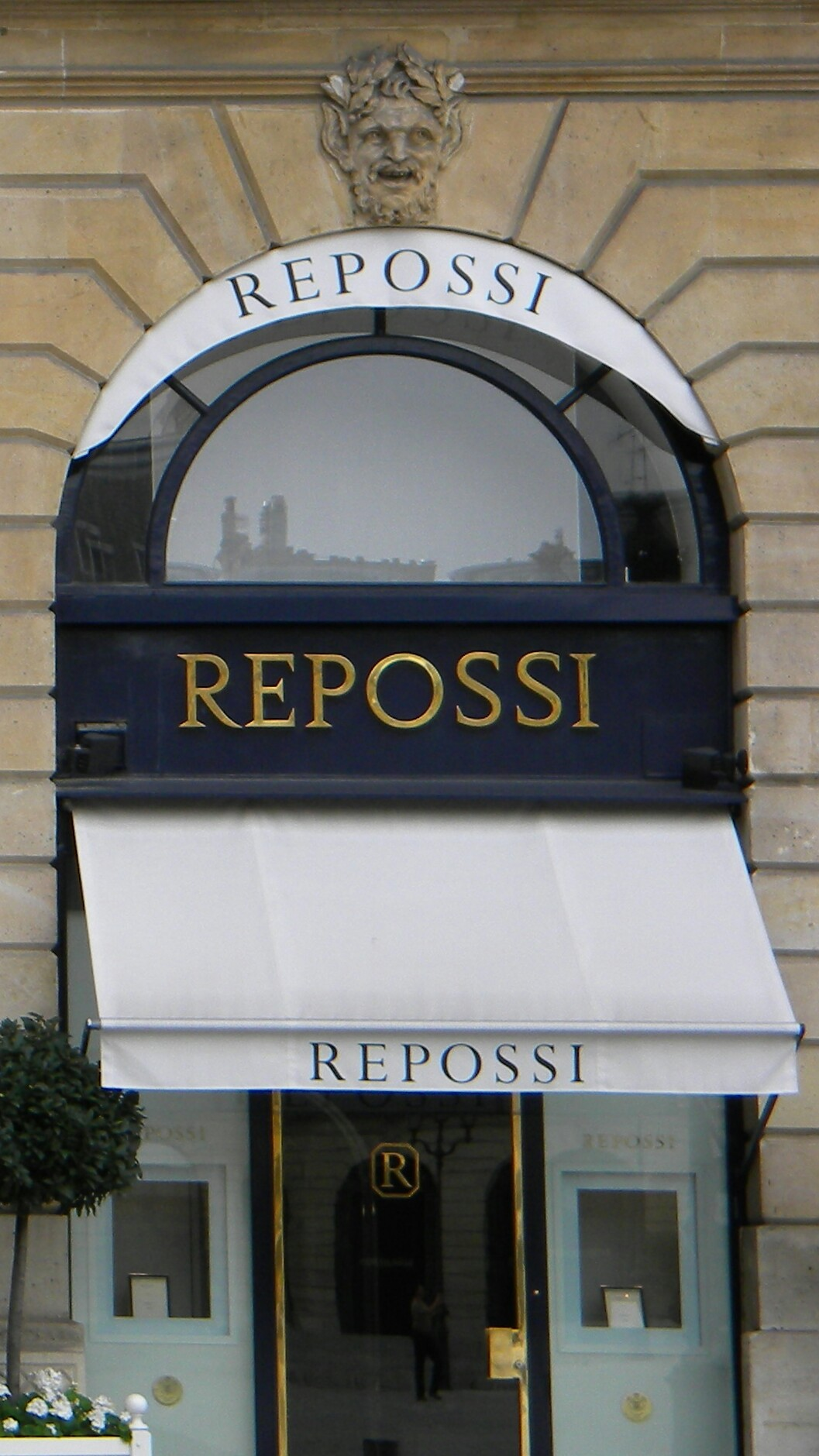
La joyería Repossi de la plaza Vendôme en septiembre de 2011.

Una de las principales teorías aportadas como causa del supuesto asesinato sostiene que Diana estaba embarazada de Dodi y que ambos tenían planeado comprometerse. El presunto rechazo por parte de la monarquía a permitir la entrada de una persona no cristiana a la familia real significaba que la relación de la madre del futuro rey de Inglaterra con un musulmán egipcio no sería tolerada. Desde el punto de vista de Mohamed Al-Fayed, el cual manifestó en el juicio con motivo de la investigación en febrero de 2008, el príncipe Felipe de Edimburgo, Carlos de Gales, Sarah McCorquodale (hermana de Diana) y varios otros estuvieron involucrados en un complot para matar a la princesa y a su hijo. Por su parte, Jeffrey Steinberg, de Executive Intelligence Review (EIR), sugirió varias teorías que apuntaban a que Diana había sido asesinada por los servicios de seguridad bajo órdenes del duque de Edimburgo. Un artículo de 1998 publicado en The Daily Telegraph sobre las teorías conspirativas de EIR mostró presuntos vínculos entre el Executive Intelligence Review y Al-Fayed, mientras que Francis Wheen informó al año siguiente que el portavoz de Al-Fayed había recomendado a los periodistas ponerse en contacto con Steinberg.
Al-Fayed aseguró tanto en declaraciones a la prensa como en entrevistas para la televisión que su hijo había comprado un anillo de compromiso y que la pareja tenía previsto anunciar su futuro enlace el 1 de septiembre de 1997, un día después del accidente. La Operación Paget consideró no obstante que un anuncio de semejante magnitud por parte de la princesa de Gales habría supuesto un acontecimiento de interés mundial y habría requerido de una planificación significativa de la que no se halló evidencia alguna. Las pruebas de las cámaras de CCTV mostradas durante la investigación indican que Dodi acudió a la joyería Repossi en la plaza Vendôme el 30 de agosto y abandonó la misma llevándose únicamente un folleto. Alberto Repossi declaró en 2003 que el supuesto anillo de compromiso adquirido por Dodi había sido colocado en el dedo de Diana en un hotel de Saint-Tropez y que la joya había sido ajustada y enviada a París para su recogida, aunque con posterioridad admitiría al escritor Martyn Gregory haber recibido «papeles legales» de Al-Fayed, quien llevaba siendo cliente desde hacía más de 20 años. Mohamed sostuvo que la pareja escogió el anillo en Montecarlo y que Dodi lo había recogido en París el 30 de agosto después de que la pieza hubiese sido ajustada. Esta afirmación fue contradicha por las declaraciones de Claude Roulet, vicepresidente del Hotel Ritz, y por las cámaras de CCTV; una grabación demostró que el anillo en cuestión, perteneciente a la colección Dis-moi oui, había sido elegido poco después de la visita de Dodi por Roulet, quien lo había visto en el dedo de Angela Repossi, esposa de Alberto (también se demostró que la joya fue adquirida por el propio Al-Fayed tras la muerte de la pareja).
Pocas horas antes del accidente, la tarde del 30 de agosto, el periodista y amigo de Diana Richard Kay recibió una llamada de la princesa en la que esta le preguntó qué aparecería sobre ella en los periódicos del día siguiente (durante dicha llamada, Diana no hizo mención alguna a un posible anuncio por su parte). Una declaración efectuada por una de las hermanas de Diana, Sarah, resultó aún más reveladora; McCorquodale testificó que durante una conversación telefónica con la princesa el 29 de agosto, Diana habló de Dodi de una manera que le hizo sospechar que la relación de ambos discurría por un «camino pedregoso». Las afirmaciones de otros amigos y confidentes con los que Diana habló la semana antes de su muerte, incluyendo su mayordomo Paul Burrell, su amiga Annabel Goldsmith y su consejera espiritual Rita Rogers, fueron unánimes respecto a la firme intención de la princesa de no comprometerse o contraer matrimonio en ese momento de su vida (una semana antes del accidente, Diana había confiado a Goldsmith: «Necesito un matrimonio tanto como un sarpullido en la cara»). El exsecretario privado de la princesa, Patrick Jephson, declaró a la BBC en respuesta a la publicación del informe de la Operación Paget en diciembre de 2006 que la expresión facial de Diana en las imágenes captadas por las cámaras de CCTV del Ritz la tarde del 30 de agosto era la misma que solía lucir cuando estaba disgustada. No obstante, las imágenes publicadas el 6 de octubre de 2007, las cuales fueron registradas minutos antes del accidente, muestran a Diana y Dodi tomados de la mano.
El cirujano pakistaní afincado en Londres Hasnat Khan, quien había mantenido una relación amorosa de dos años con Diana, fue de interés para la investigación puesto que la princesa había contemplado la posibilidad de contraer matrimonio con él, hecho que no solo no había contado con la oposición de la familia real sino que el noviazgo había sido incluso aprobado por el príncipe Carlos. Khan afirmó haber recibido algunos mensajes de carácter racista por parte del público debido a su relación con la princesa, aunque no consideró que ninguno de ellos fuese una amenaza contra él. También declaró que sentía que ni la familia real ni el Gobierno, incluyendo los servicios de seguridad, se oponían a la relación (Burrell manifestó que Diana todavía no había superado su ruptura con Khan cuando murió). Se especuló así mismo que Dodi y la princesa se habían conocido apenas siete semanas antes del accidente, el 14 de julio, en la villa de Al-Fayed en Saint-Tropez, lo que implica que ambos dispusieron tan solo de 47 días para conocerse; de acuerdo con sus respectivas agendas, la pareja solo pudo estar junta un máximo de 35 días, mientras que según un análisis de los movimientos de Diana, lo más probable es que los dos solo pudiesen pasar un total de 23 días juntos.
Sumado a lo anterior, poco antes del accidente, el 14 de agosto, la exmodelo estadounidense Kelly Fisher dio una rueda de prensa en la cual declaró a través de su abogada Gloria Allred que Dodi y ella habían estado comprometidos y que él la había abandonado por Diana, anunciando a su vez una demanda de £340 000 contra Al-Fayed por incumplimiento de contrato. Posteriormente, Fisher hizo público que este le había regalado un anillo de compromiso valorado en £180 000 en febrero de 1997 y que estaba previsto que ambos contrajesen matrimonio el 9 de agosto. Kelly había conocido a Dodi en julio de 1996 y él, al parecer, la había convencido de abandonar su lucrativa carrera como modelo, regalándole, entre otros, una casa en Paradise Cove, Malibú, valorada en £5 millones (de la que acabaría siendo expulsada). Fisher, quien estuvo presente en Saint-Tropez al mismo tiempo que la princesa, declaró también que Al-Fayed rompió su compromiso con ella por teléfono el 7 de agosto y que este mantuvo un romance con las dos a la vez. La demanda sería finalmente retirada el 1 de septiembre debido a la muerte de Dodi.
John Macnamara, exdetective de Scotland Yard, encabezó la investigación llevada a cabo por Al-Fayed durante cinco años desde 1997. Interrogado el 14 de febrero de 2008, reconoció que no había podido hallar pruebas de una conspiración criminal para matar a la princesa ni tampoco evidencia alguna de que estuviese embarazada o comprometida al momento de su muerte.

## Embarazo
En enero de 2004, el ex médico forense de la Casa de la Reina, el Dr. John Burton, dijo (en una entrevista con The Times) que asistió a un examen post mortem realizado al cuerpo de la princesa en el depósito de cadáveres de Fulham, donde él personalmente examinó su matriz y descubrió que no estaba embarazada. El Dr. Robert Chapman, quien realizó su autopsia, declaró que la matriz y los ovarios de Diana no mostraban signos de embarazo.
En un esfuerzo por comprobar las declaraciones hechas por Al-Fayed, la Operación Paget ordenó la práctica de análisis de restos de sangre hallados en el suelo del asiento que Diana ocupaba al momento del accidente; los exámenes demostraron la ausencia de cualquier traza de la hormona hCG, la cual se produce durante el embarazo. La investigación también llevó a cabo entrevistas con amigos de la princesa que mantuvieron contacto con ella en las semanas previas a su muerte, obteniéndose como resultado evidencias tan sensibles que las mismas no fueron incluidas en el informe criminal, aunque se informó que sus amistades habían manifestado que Diana seguía teniendo su ciclo menstrual además de existir pruebas que avalan que en ese entonces estaba tomando anticonceptivos.
La insistencia de Al-Fayed en aseverar que la princesa estaba embarazada le condujo a ordenar a varios miembros de su personal que declarasen a los medios que en su último día juntos, Diana y su hijo habían visitado la villa que tenía alquilada en París (Villa Windsor) con el fin de escoger un cuarto «para el bebé». Pese a que en efecto la pareja acudió a la propiedad, las circunstancias de la visita fueron exageradas al decirse que había durado dos horas y que había transcurrido en presencia de un destacado interiorista italiano. El jefe de seguridad de la villa, Reuben Murrell, se sintió incómodo por mentir sobre lo ocurrido y contó a The Sun que la visita había durado realmente 30 minutos y que no hubo ningún decorador presente en ese lapso de tiempo. Para probar sus afirmaciones, Murrell mostró imágenes estáticas de las cámaras de CCTV y declaró haber estado con Dodi y la princesa todo el tiempo que la pareja permaneció en la villa, donde además no se produjo ninguna conversación acerca de la posibilidad de trasladarse ambos a vivir allí. Murrell renunciaría posteriormente a su trabajo y alegaría despido constructivo tras ser demandado por Al-Fayed por violación contractual al ceder las imágenes de las cámaras de CCTV a The Sun. Sumado a lo anterior, altos cargos del personal de Al-Fayed realizaron comentarios despectivos sobre Murrell y el guardaespaldas Trevor Rees-Jones en sus declaraciones durante la investigación. En 2004, un documental de Channel 4, The Diana Conspiracy, expuso que el mayordomo de la villa, quien durante una entrevista en junio de 1998 para el documental de ITV Diana: Secrets Behind the Crash había declarado haber mostrado la propiedad a la pareja debido a su intención de vivir allí, ni siquiera estuvo presente en la villa ese día puesto que se encontraba de vacaciones.
Una de las acusaciones más convincentes surgidas en contra del supuesto embarazo de Diana fue la que arrojó la masajista personal de Dodi, Myriah Daniels, quien prestó sus servicios a Al-Fayed (al cual conocía desde 1980 y acompañaba en todos sus viajes) durante su estancia con la princesa. Se había especulado acerca de la posibilidad de que Diana pudiese estar embarazada de Dodi debido a la publicación de unas instantáneas tomadas durante el verano de 1997 en las que se ve a la princesa vistiendo un bañador con estampado de leopardo y con el vientre abultado (aunque dichas imágenes fueron tomadas antes del inicio de su relación con Al-Fayed). La Operación Paget tomó las siguientes declaraciones a Daniels:

Me han estado preguntando si Diana estaba o no embarazada. Puedo decir cien por cien segura que no lo estaba. Puedo explicar por qué estoy tan segura de este hecho. Primero, ella misma me dijo que no estaba embarazada. Segundo, cuando se tienen tantos años de experiencia como los que tengo yo en el cuidado del cuerpo de las mujeres hay muchos indicativos que muestran si una mujer está o no embarazada. Me es incompresible que Diana me hubiese permitido practicarle semejante tratamiento invasivo [masaje profundo] en su estómago e intestinos si creyese que estaba embarazada...

He trabajado con mujeres en el pasado, desde antes de la concepción, hasta el término completo de un embarazo y estoy familiarizada con cómo se siente un cuerpo embarazado incluso en sus etapas tempranas, así como las cosas que las mujeres normalmente dirían sobre su embarazo, sin importar en qué etapa se encuentren.

... Este es un tema muy sensible de discutir para mí, pero sé con certeza que ella no estaba embarazada porque me dijo que no lo estaba y en el curso de mi trabajo en su cuerpo no encontré indicativos que mostrasen que lo estuviese. Si hubiese alguna posibilidad de que estuviese embarazada, definitivamente ella no lo sabía. Esto está apoyado por una conversación directa que tuve con Diana a bordo del «Jonikal».

Durante el viaje recibíamos copias enviadas por fax de reportajes de periódicos o a veces alguien de la tripulación iría a tierra a buscar los periódicos. Un día en particular cuando Diana vino por mí para trabajar con ella se veía irritada, levantó los brazos y dijo de una manera exasperada «¡ahora me han embarazado!» Se refería a un titular de un periódico que acababa de ver. Dijo esto con total consternación e incredulidad. Estaba claramente molesta porque los periódicos estaban inventando esto sobre ella.

Al-Fayed afirmó por primera vez que Diana estaba embarazada en una declaración al Daily Express en mayo de 2001. Al respecto, Scott Baker manifestó en la investigación lo extraño que le parecía que el empresario hubiese mantenido oculta esa información por tres años y medio.

## Ausencia de imágenes de CCTV
El hecho de que no existan imágenes de CCTV que muestren el trayecto del Mercedes desde el hotel hasta el lugar del siniestro ha sido comúnmente citado como prueba de la existencia de una conspiración. De acuerdo con The Independent en 2006, había más de catorce cámaras de CCTV en las inmediaciones del paso subterráneo del puente del Alma, si bien ninguna de ellas captó imágenes de la colisión.
Hervé Stéphan fue designado juez instructor del caso el 2 de septiembre de 1997; ese mismo día, mediante una orden judicial, Stéphan encargó a la Brigada Criminal identificar todos los vídeos y fotografías a lo largo de la ruta efectuada por el Mercedes. El teniente Eric Gigou dirigió un equipo para realizar la tarea, la cual consistió inicialmente en trazar el recorrido del automóvil varias veces y elaborar una lista de posibles cámaras instaladas en la zona. Su informe mostró la existencia de un total de catorce cámaras de CCTV, de las cuales ninguna resultó relevante para la investigación ya que la mayor parte eran cámaras de seguridad las cuales únicamente enfocaban entradas de edificios (la mayoría no eran operadas por la ciudad sino por los propietarios de los inmuebles). Había una cámara que monitoreaba el tráfico ubicada sobre el paso subterráneo en la plaza del Alma, controlada por la Unidad de Tráfico Urbano de París, la cual cerró sus oficinas alrededor de las 23:00 horas el 30 de agosto, no disponiendo de personal nocturno ni registrando ninguna imagen (los agentes del Centro de Información y Mando de la Jefatura de Policía podían no obstante seguir viendo imágenes captadas por la cámara en tiempo real pero no podían controlarla).
La ausencia de imágenes de las cámaras de CCTV fue tratada en el quinto capítulo del informe de la Operación Paget. Se informó así mismo que una fotografía publicada en el libro de David Cohen Diana, Death of a Goddess, descrita como tomada inmediatamente después de que el vehículo accediese al túnel, fue no obstante sacada por un fotógrafo a medida que el automóvil abandonaba la parte trasera del Hotel Ritz.

## Fiat Uno blanco y James Andanson

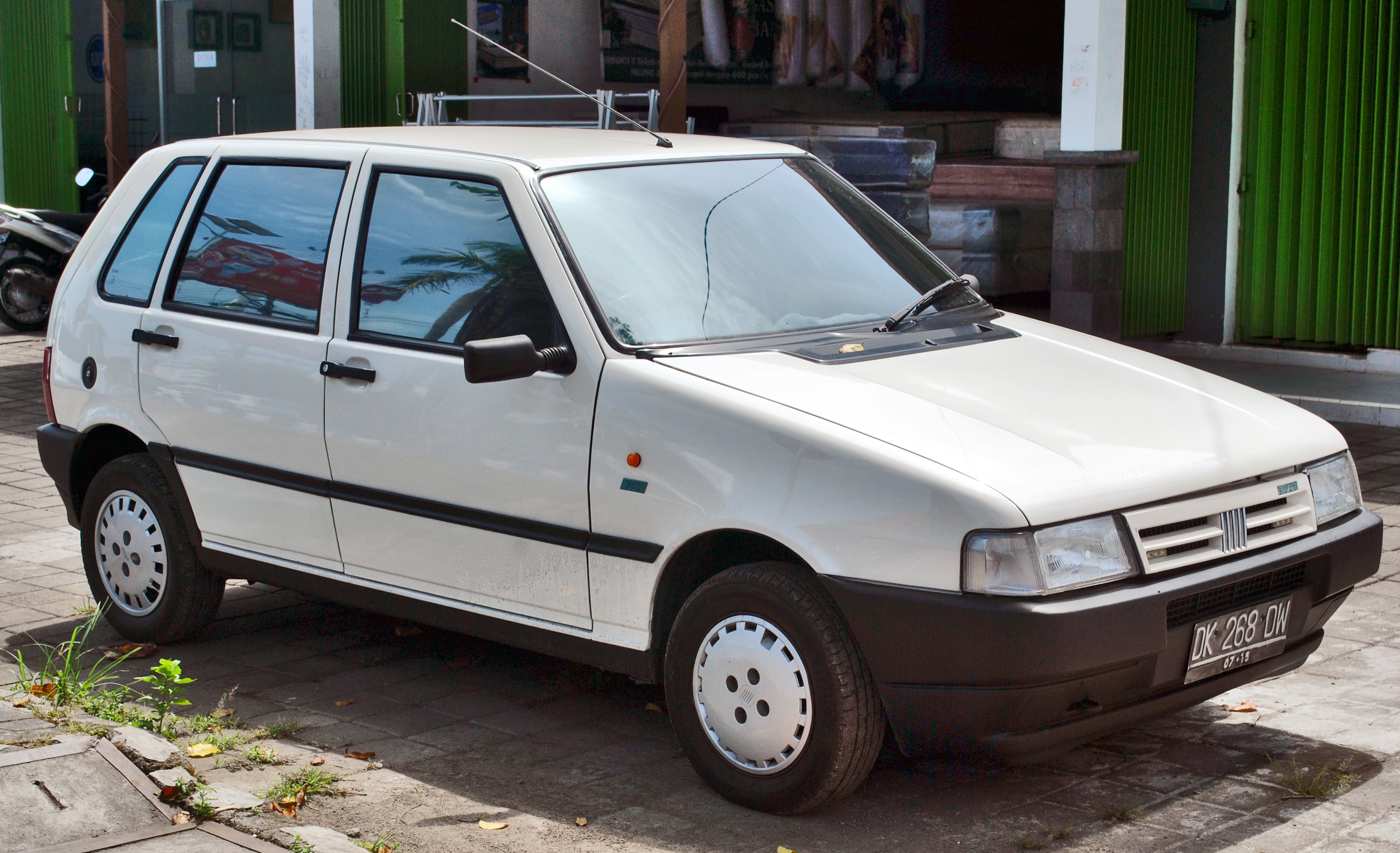
Fiat Uno similar al involucrado en el accidente.

Los análisis practicados a los restos del Mercedes revelaron que el coche estuvo en contacto con un Fiat Uno el cual dejó rastros de pintura blanca en la carrocería del Mercedes, si bien todos los intentos de la policía francesa por encontrar el automóvil fueron inútiles. Pese a que nadie había visto un Fiat dentro del túnel, algunos testigos reportaron la presencia de uno saliendo del paso subterráneo.
Al-Fayed alegó en su declaración en julio de 2005 con motivo de la Operación Paget, así como en otras ocasiones, que el Fiat Uno blanco fue empleado por el MI6 para provocar que el Mercedes desviase su rumbo y se estrellase en el túnel. El empresario afirmó además que el Fiat era propiedad de un fotoperiodista francés llamado Jean-Paul James Andanson, quien según Al-Fayed trabajaba como agente para los servicios de seguridad y había fotografiado a Diana durante su estancia en su villa de Saint-Tropez en julio de 1997. La muerte de Andanson en mayo de 2000 fue, según Al-Fayed, o bien producto de un sentimiento de culpa por lo que había hecho o bien el resultado de un asesinato ejecutado por los servicios de seguridad franceses o británicos con el fin de silenciarlo. La Operación Paget descubrió que el Fiat Uno blanco de Andanson (quien había vendido el coche en octubre de 1997) no era apto para conducir: tenía nueve años de antigüedad al momento de los hechos, 325 000 km según el cuentakilómetros (lo que sugiere una media de 36 100 km por año), y llevaba varios años sin mantenimiento, confirmando los vecinos de Andanson la veracidad de estos datos. La investigación concluyó que era altamente improbable que el coche de Andanson fuese el mismo que estuvo en el túnel debido a las pésimas condiciones del vehículo y al hecho de que se había desprendido de él. La policía examinó el automóvil en un intento por identificar el vehículo que había estado en contacto con el Mercedes con el fin de procesar al conductor por no presentarse ante la justicia, llegando las autoridades a la misma conclusión. La policía francesa buscó el coche durante el año siguiente al siniestro y descartó cerca de 4000 Fiat Unos de color blanco, decidiendo la Operación Paget que una nueva búsqueda sería inútil dado el tiempo transcurrido desde el accidente (se llegó a la conclusión de que la amenaza de juicio y privación de libertad probablemente disuadió al conductor de presentarse en su momento).
Jean Claude Mules, comandante retirado de la Brigada Criminal, aportó evidencias a la investigación en febrero de 2008. Andanson, interrogado por la policía francesa en febrero de 1998, había sido capaz de aportar pruebas documentales de todos sus movimientos para los días 30 y 31 de agosto de 1997 las cuales lo exoneraron como sospechoso de ser el conductor del Fiat; estas evidencias probaban que Andanson estuvo en su casa en Lignières, a más de 280 km de París, cuando se produjo el accidente (Elizabeth, su viuda, informó durante la investigación en Londres en febrero de 2008 que su esposo estaba en la cama con ella al momento del siniestro).

### Suicidio de Andanson
Andanson murió en mayo de 2000, siendo el veredicto oficial suicidio. El cadáver apareció en el interior de un BMW calcinado de color negro en un bosque cerca de Nant, muy próximo a Millau, al sur de Francia. Su muerte fue atribuida a problemas en su vida privada. La investigación de 2008 sobre el fallecimiento de la princesa de Gales tuvo conocimiento de que varios amigos y conocidos de Andanson declararon que poco antes de su muerte había afirmado que se suicidaría vertiendo gasolina en un coche y encendiendo un cigarro, tal y como señaló Richard Horwell QC, abogado de la Policía Metropolitana. El informe de la Operación Paget sostiene que cuando el vehículo fue hallado, el cuerpo de Andanson se encontraba en el asiento del conductor y su cabeza, con un orificio en la sien izquierda, separada y tendida entre los dos asientos delanteros (un patólogo forense en Francia concluyó que el agujero de la cabeza fue causado por la intensidad del fuego).
La Operación Paget no encontró pruebas de que Andanson tuviese vínculos con ningún servicio de seguridad mientras que, contrario a las afirmaciones de Al-Fayed, su muerte fue investigada por la policía francesa (aunque la desaparición de las llaves del coche nunca pudo ser explicada). Un allanamiento en su lugar de trabajo en junio de 2000, llevado a cabo supuestamente por agentes de servicios de seguridad, no fue considerado como un acontecimiento relacionado con su muerte, ya que ninguna de sus pertenencias fue robada.

### Le Van Thanh
Numerosas publicaciones reportaron que el Fiat Uno blanco pertenecía a Le Van Thanh, un taxista de 22 años al momento del accidente. Thanh poseía un Fiat Uno idéntico al que estuvo en contacto con el automóvil de la princesa de Gales, identificando Georges y Sabine Dauzonne a Thanh como «el hombre agitado que tal vez habían visto conduciendo el coche». Thanh siempre se negó a hablar de los hechos, declarando su padre en 2006 que su hijo había pintado su Fiat blanco de color rojo horas después del siniestro, para lo cual habría despertado durante la noche a su hermano, mecánico de profesión, para que le ayudase. Tras varios análisis se llegó a la conclusión de que el vehículo «podría haber estado involucrado en el accidente», si bien la participación de Thanh en el mismo «fue descartada por la policía francesa debido a que dijo que estuvo trabajando la noche en cuestión». Posteriormente se descubriría que había salido antes del trabajo aquella noche y que por lo tanto pudo haber estado en el túnel al momento de la colisión (múltiples testigos recordaron haber visto a un hombre con su misma descripción abandonando el paso subterráneo segundos después del accidente).

## Luz brillante

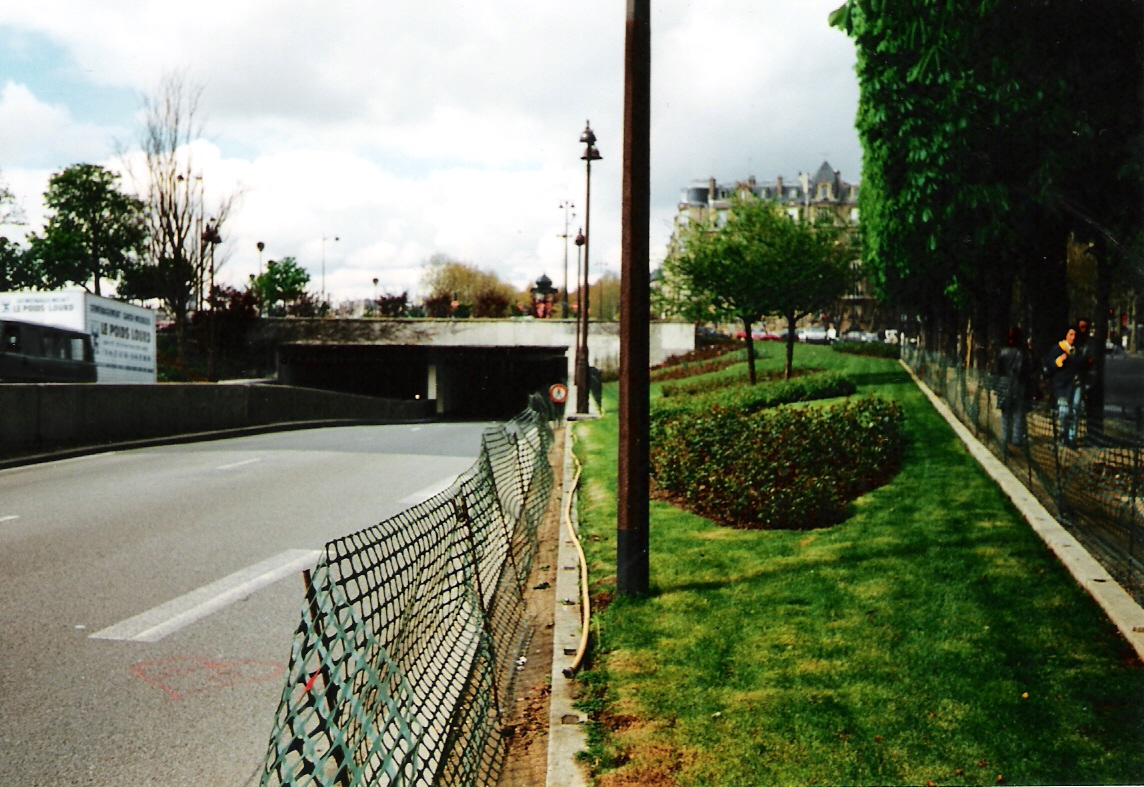
El túnel del Alma en abril de 1998.

Una explicación alternativa para la causa del accidente han sido los informes relativos a la aparición, justo antes de que el coche accediese al túnel, de una luz brillante de color blanco cuya intensidad habría cegado momentáneamente al conductor. Richard Tomlinson realizó esta afirmación durante la investigación, si bien la misma fue considerada de escasa credibilidad.
Las autoridades reportaron que tres testigos oculares presentes en la escena afirmaron haber visto un destello o luz brillante antes del accidente. En concreto, François Levistre afirmó categóricamente haber presenciado un intenso destello, si bien sus tres declaraciones a las autoridades fueron incongruentes entre sí (tanto los detectives franceses que investigaron en un principio el accidente como los agentes que trabajaron en la Operación Paget rechazaron esta evidencia). Con el Mercedes tras él, Levistre declaró haber visto un destello en el espejo retrovisor mientras maniobraba para salir del túnel, aunque este testimonio se vería contradicho por su entonces esposa, quien ocupaba el asiento del copiloto, si bien otro testigo, el turista americano Brian Anderson, informó a los detectives haber visto también una luz brillante.
La policía francesa estaba al corriente ya en 1997 de la condena de Levistre en Ruan en 1989 por fraude así como de su sentencia de prisión, motivo por el que no fue considerado un testigo creíble. Los documentales producidos por Channel 4 en 2004 y por la BBC en 2006 trataron este asunto, apareciendo Levistre como testigo en la investigación británica mediante vídeoconferencia en octubre de 2007. Diana: Secrets Behind the Crash, un programa de la ITV de 1998 presentado por el periodista Nicholas Owen, dio tanto peso a las declaraciones de Levistre que el 93% de los televidentes encuestados por el Daily Mirror tras la emisión del programa creyó en la existencia de una luz brillante al momento de producirse el accidente.
Los testimonios de las personas presentes durante el siniestro fueron ampliamente revisados, teniendo éxito los agentes de la Operación Paget en descubrir dos nuevos testigos. Por su parte, otros testimonios hicieron escasas referencias a la aparición de destellos inexplicables en el túnel (numerosos testigos de los que se habría esperado que hablasen de la luz brillante no hicieron mención alguna al respecto). La reconstrucción del accidente reveló que la secuencia de eventos que llevó al vehículo a impactar contra uno de los pilares del paso subterráneo empezó antes de que el automóvil llegase a la boca del túnel, donde se supone que apareció la supuesta luz brillante. Sumado a lo anterior, de tratarse de una luz estroboscópica, tal y como se afirmó en su momento, la intensidad del destello habría sido tan potente que el brillo habría iluminado un área mucho mayor, cegando no solo a Henri Paul sino también al conductor del Fiat Uno, a los paparazzi que iban detrás del Mercedes y a los traseúntes situados en ambos extremos del paso subterráneo. Con base en esto, el informe de la Operación Paget concluyó finalmente que no hubo ninguna luz brillante.

## Cinturón de seguridad
En abril de 2006 hubo debate en los medios acerca de la costumbre que Diana tenía de llevar puesto el cinturón de seguridad y el hecho de que la noche del accidente tanto su cinturón como el de Dodi no funcionaron o ni siquiera fueron usados, lo que condujo a especular sobre la existencia de un posible sabotaje. Su hermana Sarah declaró que la princesa «se ponía religiosamente el cinturón de seguridad», aunque varias fuentes cuestionaron que Diana hubiese llevado puesto el cinturón todo el tiempo.
El profesor André Lienhart, quien examinó la respuesta de los servicios de emergencia para la investigación del accidente por parte del Gobierno francés, hizo la siguiente declaración: «Lo que sí es cierto es que ella no llevaba cinturón de seguridad y esto empeoró las cosas. Nos gustaría pensar que si hubiera llevado cinturón de seguridad, hubiésemos sido capaces de salvarla». Un examen realizado por la CNN a principios de septiembre de 1997 llegó a la conclusión de que las heridas habrían sido menores si los ocupantes hubiesen llevado el cinturón de seguridad (estos resultados fueron no obstante provisionales debido a los pocos datos disponibles sobre el modelo específico de Mercedes involucrado en el accidente puesto que el mismo no fue vendido en los Estados Unidos).
Un análisis de los restos del vehículo tras su repatriación a Inglaterra en 2005 por un investigador forense del Transport Research Laboratory con 35 años de experiencia descubrió que todos los cinturones de seguridad se hallaban en buenas condiciones de funcionamiento a excepción del del asiento que ocupaba Diana. Tras varias consultas con investigadores franceses se supo que estos habían declarado la buena operabilidad de todos los cinturones en un examen efectuado en octubre de 1998, lo que sugiere que el daño presente en el cinturón del asiento de la princesa se produjo después del siniestro.
Finalmente, el veredicto de la investigación británica estableció que la ausencia de cinturones de seguridad «causó o contribuyó» a las muertes de Diana y Dodi.

## Traslado al hospital

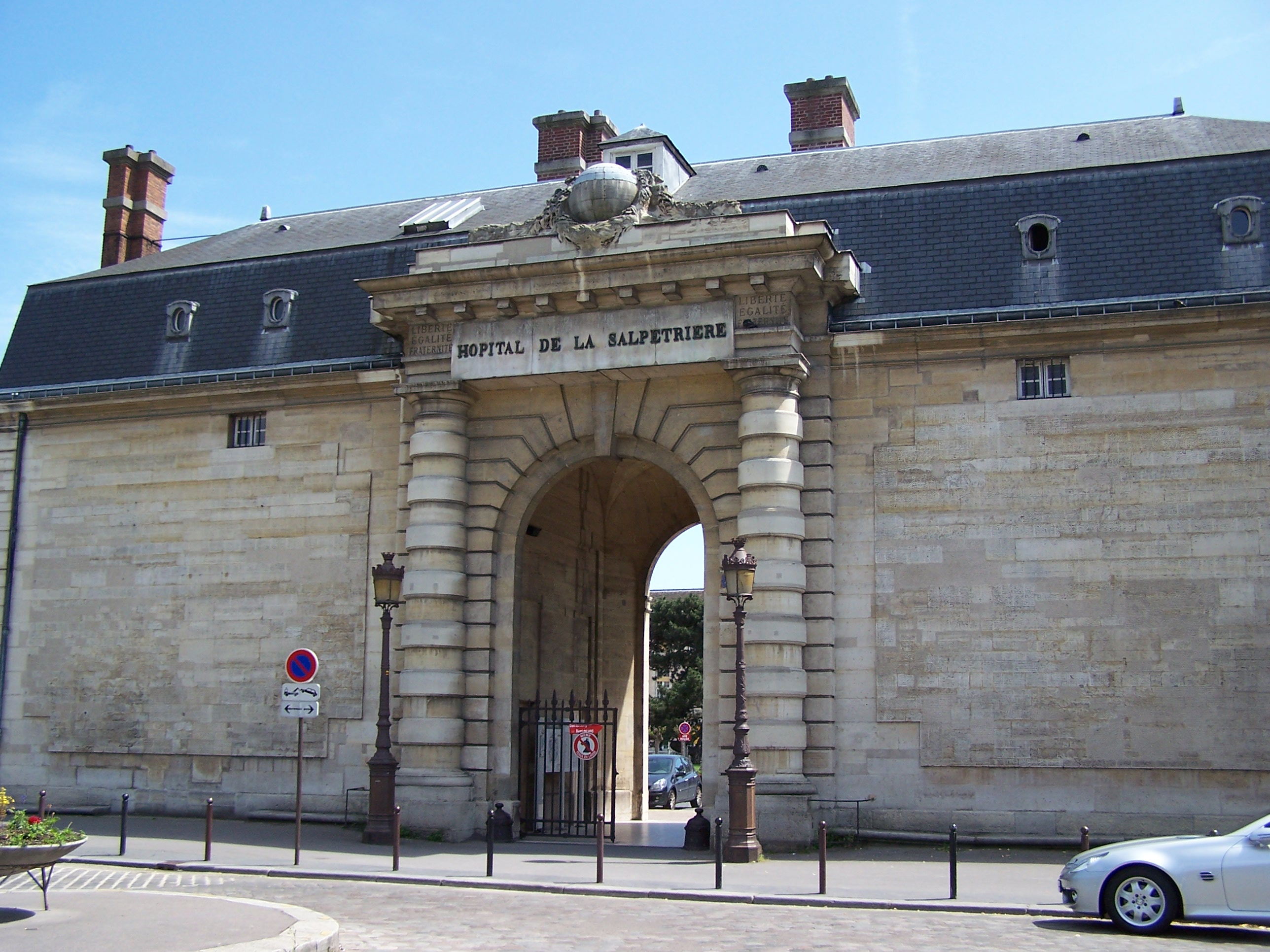
El Hospital de la Pitié-Salpêtrière en junio de 2012.

La primera llamada a los servicios de emergencia fue registrada a las 00:26 horas, si bien la ambulancia del SAMU que trasladó a Diana no llegó al Hospital de la Pitié-Salpêtrière hasta las 2:06 horas, lo que deja un margen de tiempo lo suficientemente amplio como para que surgiesen sospechas de una conspiración.
El periodo de tiempo transcurrido entre el accidente y la llegada al hospital comprende los siguientes hechos: el tiempo que necesitaron los servicios de emergencia para desplazarse hasta el túnel; el tiempo empleado por los bomberos para sacar a Diana del vehículo; y el tiempo que duró el recorrido desde el lugar del siniestro hasta el hospital. Los agentes de policía Sébastien Dorzee y Lino Gagliadorne fueron los primeros miembros del personal de emergencias en llegar hacia las 00:30 horas, siendo alcanzados por los sargentos Xavier Gourmelom y Philippe Boyer, de la Brigada de Bomberos de París, alrededor de las 00:32. El doctor Jean-Marc Martino, especialista en anestésicos y cuidados intensivos y médico a cargo de la ambulancia del SAMU, llegó alrededor de las 00:40 horas, siendo Diana sacada del vehículo a la 1:00, tras lo cual sufrió un paro cardíaco. Después de una reanimación cardiopulmonar su corazón volvió a latir, entrando a la 1:18 horas en la ambulancia, la cual abandonó el túnel a la 1:41 y llegó al hospital a las 2:06 horas, durando el trayecto aproximadamente 26 minutos, durante el cual se produjo una parada en el puente de Austerlitz por orden del doctor Martino debido a una caída en la presión sanguínea de la princesa de Gales (la ambulancia viajaba además a una velocidad de 10 km/h siguiendo instrucciones de Martino, quien estaba preocupado por la presión sanguínea de Diana y por los efectos en su condición médica de la aceleración y la desaceleración del vehículo).
La ambulancia pasó junto al Hôtel-Dieu, un hospital ubicado en la isla de la Cité, de camino al Hospital de la Pitié-Salpêtrière. La decisión de llevar a Diana a este último fue tomada por el doctor Marc Lejay, de servicio en el control del SAMU aquella noche, quien lo consultó con el doctor Derossi. El Hospital de la Pitié-Salpêtrière era el principal centro de recepción de pacientes con traumas múltiples en la ciudad, mientras que el Hôtel-Dieu no contaba con los equipos necesarios para tratar las heridas de Diana. Al respecto, Lejay declaró: «El Hôtel-Dieu en la isla de la Cité está más cerca pero no está equipado con equipos de cirugía cardíaca o equipos neuroquirúrgicos o equipos entrenados para tratar pacientes con múltiples heridas». Lejay también afirmó que el profesor Bruno Riou se hallaba de servicio en la Pitié-Salpêtrière aquella noche y estaba particularmente capacitado para tratar las lesiones que presentaba Diana, afirmación que contó con el apoyo del doctor Martino.

## Embalsamamiento del cuerpo
Mohamed Al-Fayed alegó que el cuerpo de Diana fue deliberadamente embalsamado poco después de su muerte para asegurarse de que cualquier prueba de embarazo en la autopsia produjera un resultado falso. El Dr. Robert Chapman, quien llevó a cabo el examen post mortem, afirmó que los fluidos de embalsamamiento no habrían tenido ningún efecto para determinar si Diana estaba embarazada o no, ya que la evidencia física habría estado presente en su matriz y ovarios.
La Operación Paget comprobó que el 31 de agosto de 1997 fue un día especialmente caluroso en París. El cadáver de la princesa fue custodiado en una habitación vacía adyacente a la sala de emergencias donde había sido atendida en la Pitié-Salpêtrière, ya que la morgue se encontraba al otro lado de las instalaciones y a cierta distancia (varias unidades de hielo seco y aire acondicionado fueron dispuestas sin éxito en la habitación para mantenerla fría). Jean Monceau, embalsamador experimentado, creía que el cuerpo necesitaba ser embalsamado, exponiendo esta tesis al cónsul general británico en Francia Keith Moss. En la Operación Paget, Monceau efectuó la siguiente declaración:

Era la primera vez que conocía al señor Moss. Le expliqué que no era posible o apropiado presentar a la princesa de Gales al Presidente de Francia, o a sus hermanas o a su familia, en el estado en que estaba. Me hizo explicar qué es el hielo seco. Le dije además lo que yo recomendaba, por ejemplo, embalsamar, lo cual no está permitido bajo la ley francesa. Hablamos en francés e inglés, pero en francés no hablamos sobre el embalsamamiento, sino de tanatopraxia, que es un tratamiento que implica la inyección de conservantes en el circuito arterial y la recuperación de sangre venosa de la derecha del corazón y de las venas principales. Además le expliqué los varios niveles de embalsamamiento: hielo seco; el siguiente nivel, el cual consiste en limpieza mortuoria, por ejemplo, rellenar con gasa, suturar la boca, cubrir los ojos y maquillar. Le expliqué además que debido a las fracturas y suturas, este nivel no sería adecuado. Sugerí inyecciones arteriales para preservar el cuerpo de la proliferación de bacterias (hedores y cambio de color), especialmente dado que el calor de la habitación donde estaba el cuerpo, siendo tan alto, era un factor contribuyente. Siguiendo esta explicación, el señor Moss me dijo que creía que era una buena idea proceder de esta manera para la llegada de la familia de la princesa de Gales. No obstante, me dijo que primero debía resolver los problemas en torno a las autorizaciones.

Estaba previsto que las dos hermanas de Diana y el príncipe Carlos viesen el cuerpo la tarde del 31 de agosto antes de llevarlo al Reino Unido. El Presidente Jacques Chirac y su esposa deseaban presentar también sus respetos ante el cadáver, lo que implicaba disponer de poco tiempo para preparar el cuerpo puesto que se consideraba inaceptable que se viese el cadáver en las condiciones en que se encontraba. Ante esta situación, el personal del hospital decidió seguir adelante con el embalsamamiento contando únicamente con la autorización verbal de Martine Monteil, superintendente local de la policía, quien aseguró a Monceau «que todo estaría en orden». En las leyes francesas, todos los documentos deben estar cumplimentados antes de llevar a cabo el embalsamamiento de cualquier cuerpo que pueda ser objeto de una autopsia. Estos documentos fueron correctamente cumplimentados, pero solo después de haberse llevado a cabo el proceso de embalsamamiento, dando este hecho lugar a sospechas en torno a los motivos del mismo. Las acusaciones sobre este proceso fueron realizadas pese a que el personal del hospital no tenía forma de saber si la princesa estaba embarazada o no, ya que una prueba de embarazo hubiera resultado irrelevante tras un accidente de coche.

## SAS
La corte marcial del francotirador del Servicio Aéreo Especial (SAS) Danny Nightingale condujo a una carta escrita por un testigo, el «soldado N», y enviada a sus suegros. Este soldado, excompañero de habitación de Nightingale, se hallaba en prisión por ocultación ilegal de armas y munición. El 17 de agosto de 2013, la Policía Metropolitana anunció la investigación de la evidencia aportada por el «soldado N», según la cual el SAS se encontraba detrás de la muerte de Diana. Los suegros del «soldado N» informaron mediante un escrito al oficial al mando del SAS que el soldado le había confesado a su esposa que la unidad «ordenó» la muerte de la princesa de Gales y que todo fue «encubierto». Esta información fue trasladada a Scotland Yard por la Royal Military Police. No obstante, Scotland Yard enfatizó el hecho de que dicha información no daría lugar a una nueva investigación, declarando que se encontraban examinando su «relevancia y credibilidad» y confirmando que el príncipe Carlos y Al-Fayed estaban siendo informados de los progresos del análisis preliminar. A finales de noviembre de 2013, Scotland Yard finalizó el examen y efectuó el siguiente comunicado: «El Servicio de Policía Metropolitana ha delimitado la información y está en proceso de sacar conclusiones, las cuales serán comunicadas a las familias y los interesados, antes de que se puedan hacer más comentarios». El 16 de diciembre, Sky News informó que no había «evidencias creíbles» de que el SAS estuviese involucrado en la muerte de Diana, por lo que no se consideró necesario reabrir la investigación.